# Vyhlídková věž v parku Prospect Point
Vyhlídková věž v parku Prospect Point (anglicky Prospect Point Park observation tower) je věž stojící u Niagarských vodopádů v americkém unijním státu New York, a to na východním břehu Amerického vodopádu, druhého největšího z  trojice vodopádů.
Výška vyhlídky dosahuje 86 metrů. Každoroční návštěvnost činí přibližně osm miliónů turistů. Vstup na plošinu je umožněn z parku Prospect Point. Dva výtahy dovolují sjet k patě věže ve strži a nalodit se na projíždějící plavidla turistické atrakce „Maid of the Mist“.
K výstavbě v modernistickém stylu došlo mezi lety 1958–1961. K použitým materiálům patřily hliník, sklo a ocel. Náklady dosáhly výše 1 250 000 dolarů. Rekonstrukce proběhla v roce 2001, při níž byla vyhlídková plošina opatřena deskou z prefabrikovaného betonu a ornamentálním zábradlím z nekorodující oceli.